# Аксёново (Мордовия)
Аксёново — татарское село в Лямбирском районе Мордовии, центр Аксёновского сельского поселения.

## Название
Название происходит от фамилии основателей села, темниковских служивых татар на Атемарской засечной черте Аксёновых. В «Атемарской десятне 1669 года» упоминается рейтар Сюнбайко Аксёнов, который служил в Саранском уезде и имел там землю.
По другой версии, Аксеново — от татарского слова ак су, что в переводе как — белая вода.

## География
Расположено на реке Елшанка, в 10 км к северо-востоку от Саранска по трассе Р178 Саранск — Самара. В 18 км от районного центра Лямбирь и 4 км от железнодорожной станции Большая Елховка.

## История
В 1869 году, согласно «Списку населённых мест Пензенской губернии» в селе Аксёново было 83 двора.
По словам старожилов вначале Аксеново были заселены крещёнными татарами, так как там есть отдельные погребения крещённых татар. Со взятием Казани Иваном Грозным 1552 года, татары были насильственно крещены.
Название-антропоним: в «Атемарской десятне 1669—1670 гг.» сообщается, что Сюнбайко Аксёнов служил рейтаром в Саранском уезде, имел здесь землю. В «Списке населённых мест Пензенской губернии» (1869; по данным 1864 г.) Аксеново — село казённое из 83 дворов Саранского уезда. В начале 1930-х гг. был создан совхоз им. Чапаева, с 1996 г. — ГУП. В современной инфраструктуре села — средняя школа, клуб, библиотека, магазин, столовая, медпункт.

## Население
| 2002 | 2010  |
| ---- | ----- |
| 1573 | ↘1496 |

Население 1 560 чел. (2001), в основном татары.

## Инфраструктура
В современной инфраструктуре села — школа всех классов (1-11), клуб, библиотека, магазин, столовая, медпункт.

## Религия
В селе две мечети

## Известные жители
Аксёново — родина заслуженного предпринимателя РМ Ш. З. Бикмаева. В Аксёновскую сельскую администрацию входит село Инят (259 человек, преимущественно татары). В нём родились доктор философских наук Ф. А. Айзятов, живописец Х.И. Бикбаев.